# Don Ratón y Don Ratero
Don Ratón y don Ratero é um filme de comédia do México lançado em 1983.

## Enredo
Na história do filme que se passa no México dos anos 20 existem duas gangues de assaltantes que sustentam uma guerra declarada entre eles. Uma é comandada pelo celebre bandido Rufino Rufião (Ruben Aguirre); Porém suas ordens são supervisionadas por sua mãe uma senhora muito tranquila  faz gala de refinamento para ordenar que se elimine seus rivais.
A outra gangue é comandado por “Kilos” (Édgar Vivar), um gordo que não tem os refinamentos de Rufião, porém igualmente perigoso. A confusão começa quando Ratón Pérez,  “Exterminador de Ratos” (Chespirito) é confundido com um famoso assassino de Chicago, considerado o tipo mais perigoso da história da AMPA. Os rumores se espalham e todos os mafiosos temem enfrentar o temível “Exterminador de Ratos”

## Elenco
- Ratón Pérez "O Exterminador de Ratos" / Dr. Chapatin - Roberto Gómez Bolaños
- Aftadolfa - Florinda Meza
- Kilos - Édgar Vivar
- Rufino Rufião -  Rubén Aguirre
- Minina - María Antonieta de las Nieves
- Seco - Benny Ibarra
- Bóxer - Raúl "Chato" Padilla
- Doméstica - Angelines Fernández
- Vinagre - Alfredo Alegría
- Noivo de Aftadolfa - Horacio Gómez Bolaños
- Enfermeira - Lupita Sandoval
- Pequeño - Arturo García Tenorio
- Comandante - César Sobrevals
- Sargento - Gabriel Fernández
- Juanito - José Luis Padilla

## Curiosidades
- O filme é ambientado nos anos 20. Por isso vários adereços da época são mostrados, como os automóveis.
- Acredita-se que esse filme tenha sido gravado nas partes coloniais de San Ángel e Coyoacán.
- Nesse filme, a trilha de risadas foi substituída pelas músicas instrumentais de fundo.
- Cenas de alguns episódios do Chapolin Colorado foram utilizados nesse filme. Os episódios foram: "Proibido Mexer com Bombas no Horário de Serviço" (1973), "As Bombas Fazem Muito Mal em Jejum" (1976) e "O Bandido do Hospital" (1974).
- O Dr. Chapatin faz uma aparição nesse filme.
- Assim como o El Chanfle, "Don Ráton y Don Ratero" pode ser assistido completo e legendado no Youtube.

## Ver Também
- El Chanfle
- Chespirito
- Chaves
- Chapolin